# Chiesa italiana del Santissimo Redentore (Bucarest)
La chiesa italiana del Santissimo Redentore (in romeno Biserica Italiană "Preasfântul Mântuitor") è una chiesa cattolica romana situata a Bucarest, in Romania.

## Storia e descrizione
L'edificio in mattoni rossi in stile romanico lombardo fu costruito tra il 1915 e il 1916 sul modello della chiesa di Santa Maria delle Grazie di Milano e consacrato dal vescovo Raymond Netzhammer nel 1916. Nel clima repressivo del regime comunista al potere in Romania, dal 1951 al 1968 la chiesa rimase chiusa e venne riaperta solo in particolari occasioni come la visita del primo ministro Amintore Fanfani nel 1968 e da allora usata solo per importanti festività. La piena riapertura con regolari celebrazioni avvenne nel 1989 dopo la rivoluzione rumena.
Di proprietà del governo italiano, la chiesa è circondata da condomini costruiti negli anni 1930.
I servizi si tengono ogni giorno in rumeno alle 18:00 e la domenica in polacco alle 9:00, in rumeno alle 10:00 e in italiano alle 11:00.

## Galleria d'immagini

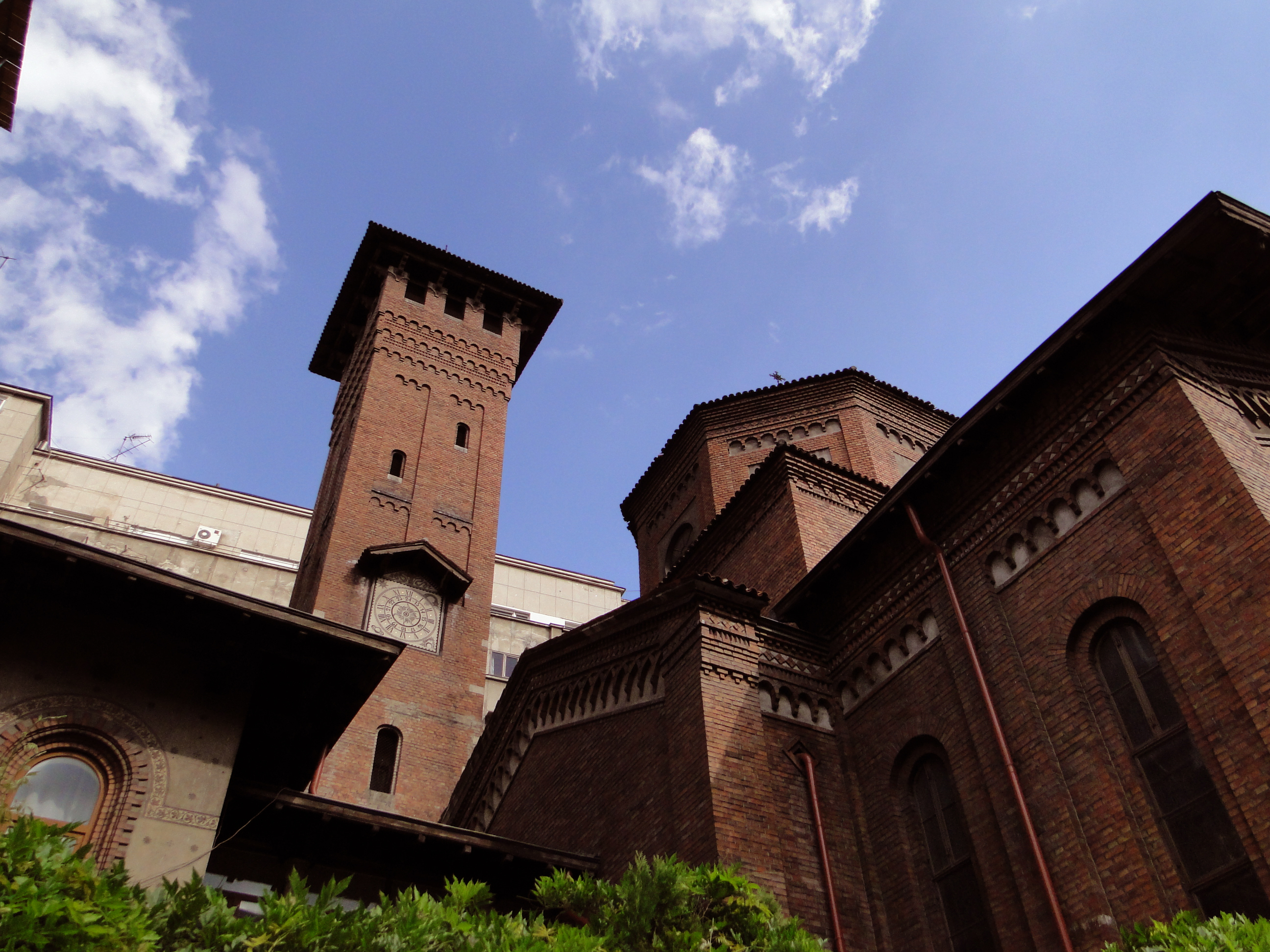
Torre e muratura
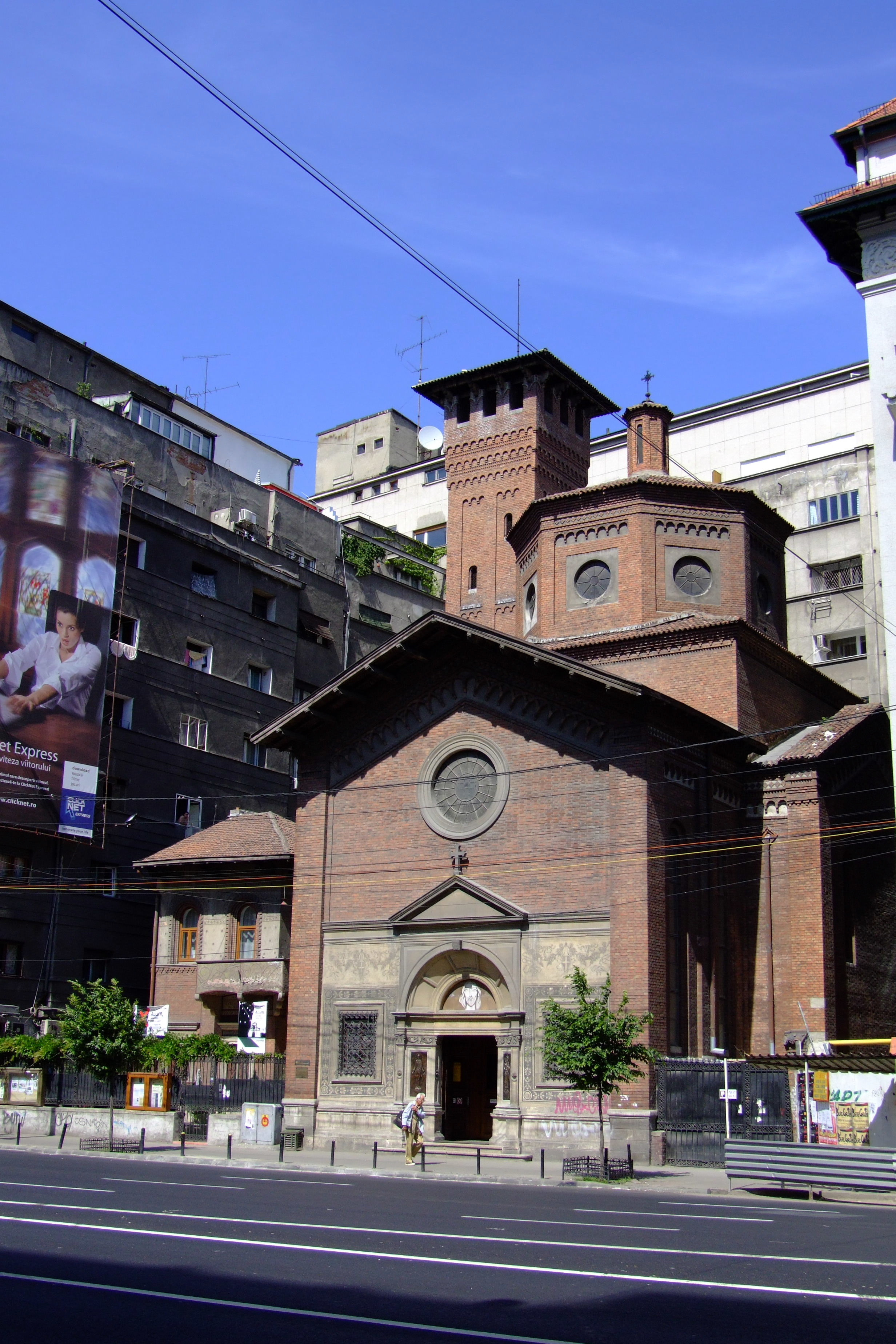
Facciata
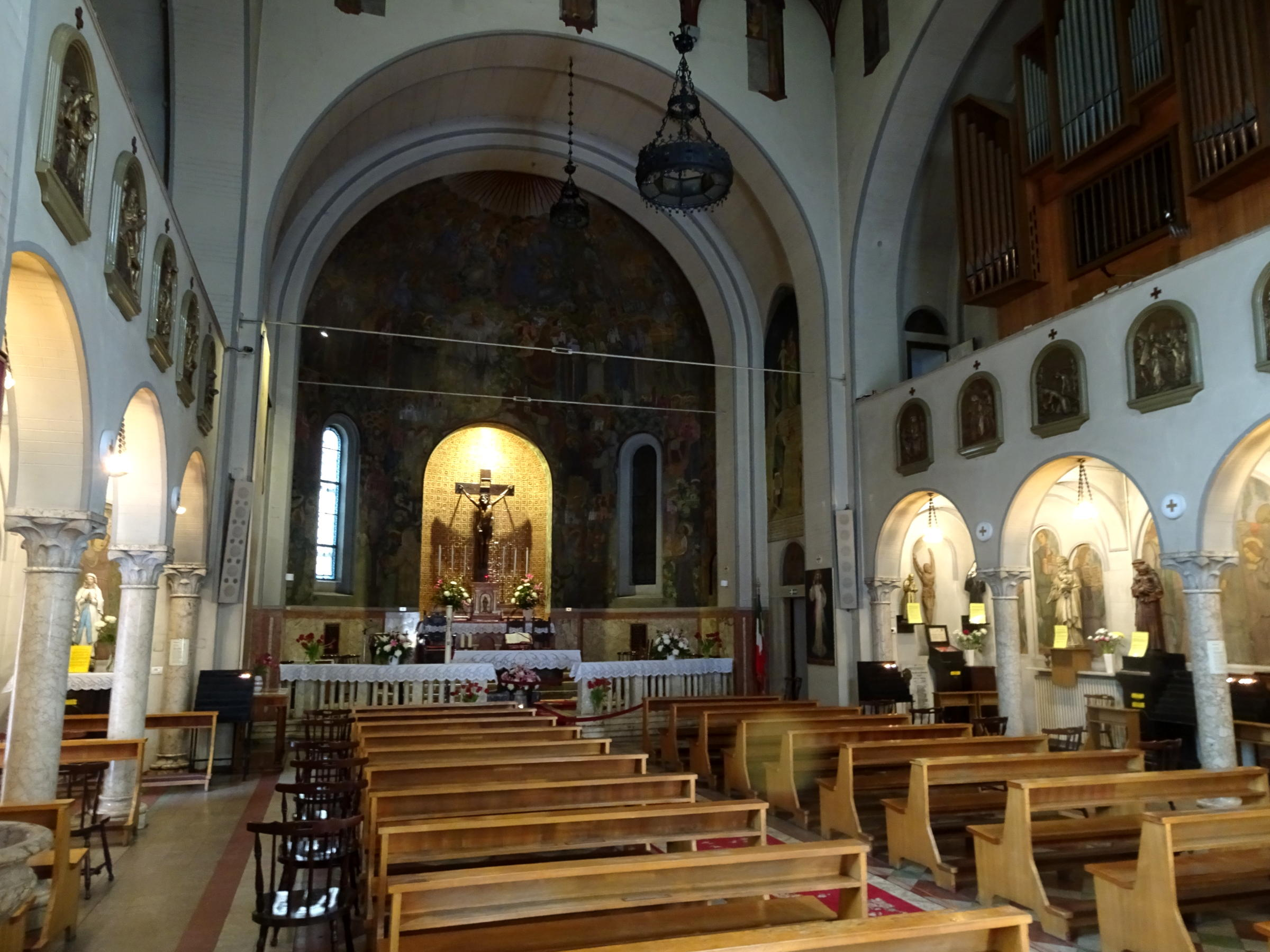
Navata
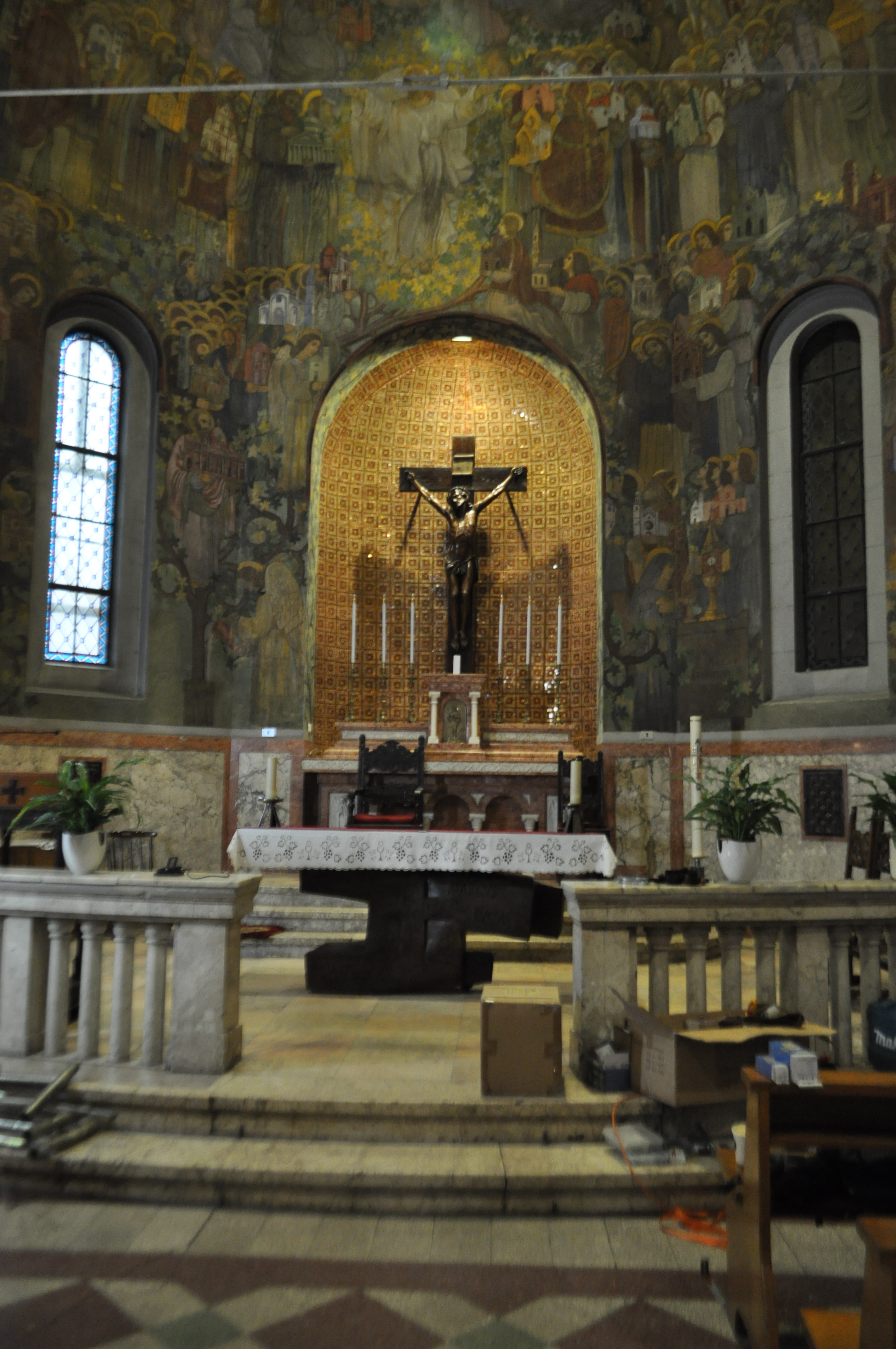
Santuario
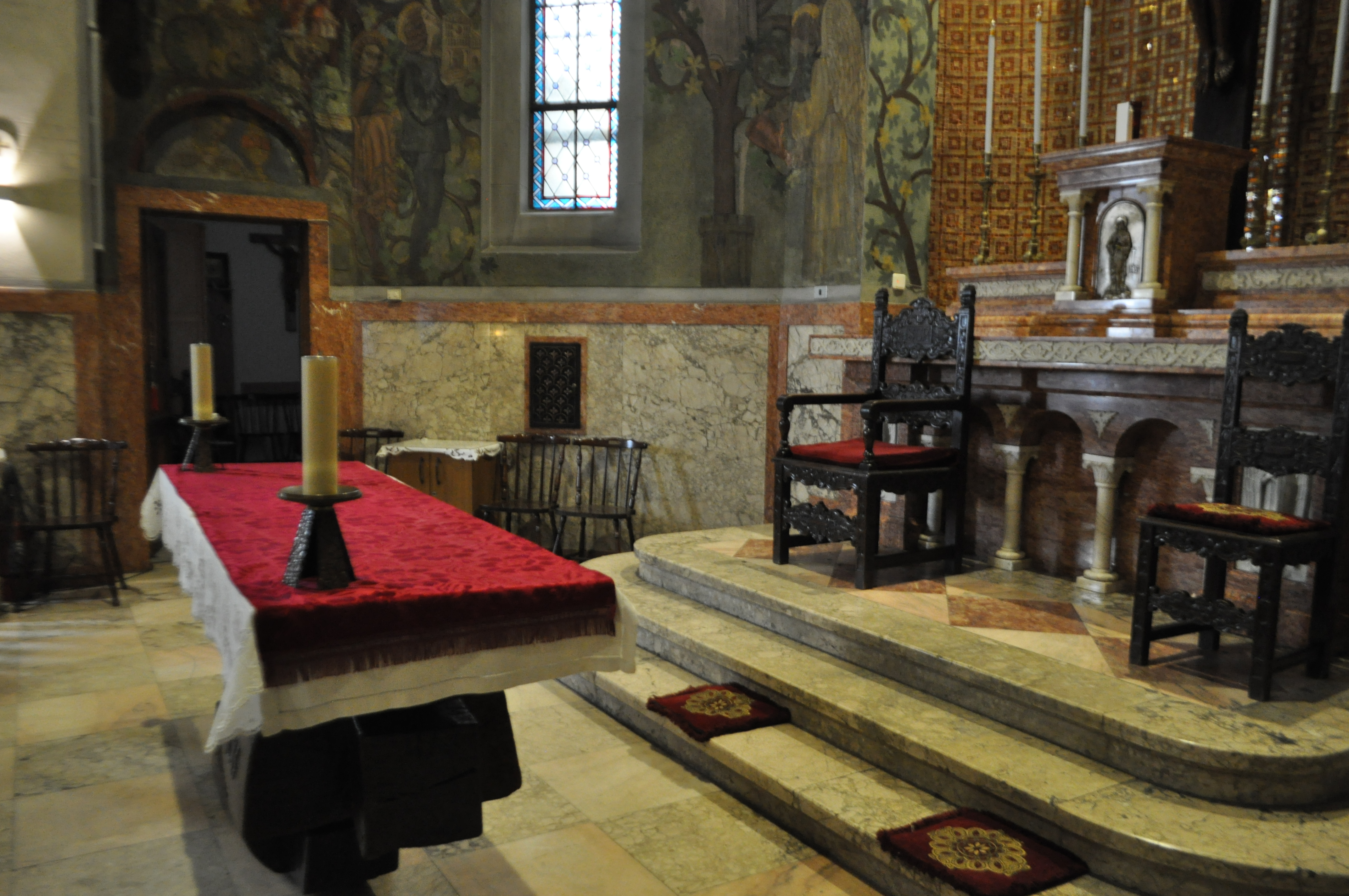
Altare